# Ushirogami Hikaretai
Ushirogami Hikaretai (うしろ髪ひかれ隊) est un groupe de J-pop actif en 1987 et 1988, composé de trois idoles japonaises dont la future vedette Shizuka Kudo.

## Histoire
C'est le troisième sous-groupe du groupe Onyanko Club, dont font également partie ses trois membres, Shizuka Kudo, Akiko Ikuina et Makiko Saito. Ushirogami Hikaretai succède à Ushiroyubi Sasaregumi, autre sous-groupe d'Onyanko Club, pour interpréter les thèmes originaux de la série anime High School! Kimengumi (Le Collège fou, fou, fou), puis ceux de la série anime qui lui succède, Tsuide ni Tonchinkan (en). Shizuka Kudo débute en parallèle une carrière en solo en 1987, avec un succès grandissant, devenant une véritable star après la séparation du groupe en 1988. Ses deux collègues sortent aussi quelques disques en solo durant les années suivantes.
En octobre 2008, le producteur du groupe Yasushi Akimoto annonce sa recréation sous le nom Watari Rōka Hashiritai, avec quatre des membres de son actuelle production AKB48, version moderne d'Onyanko Club.

## Discographie

### Albums
Album Live

### Vidéos
- 1988.03.10 : Made in Hawaii
- 1988.06.20 : Hora ne, Haru ga Kita - First Concert '88

## Liens
- (ja) Fiche sur le site officiel de l'oricon
- (ja) Discographie sur le site de l'oricon
- (en) Fiche sur le site Idollica